# Michael Carcelén
Michael Alexander Carcelén Carabalí (Ibarra, 13 aprile 1997) è un calciatore ecuadoriano, centrocampista dell'Aucas.

## Carriera

### Nazionale
Ha esordito con la nazionale ecuadoriana il 27 ottobre 2021, nell'amichevole vinta per 2-3 contro il Messico.

## Statistiche

### Cronologia presenze e reti in nazionale
| Cronologia completa delle presenze e delle reti in nazionale ― Ecuador | Cronologia completa delle presenze e delle reti in nazionale ― Ecuador | Cronologia completa delle presenze e delle reti in nazionale ― Ecuador | Cronologia completa delle presenze e delle reti in nazionale ― Ecuador | Cronologia completa delle presenze e delle reti in nazionale ― Ecuador | Cronologia completa delle presenze e delle reti in nazionale ― Ecuador | Cronologia completa delle presenze e delle reti in nazionale ― Ecuador | Cronologia completa delle presenze e delle reti in nazionale ― Ecuador |
| Data                                                                   | Città                                                                  | In casa                                                                | Risultato                                                              | Ospiti                                                                 | Competizione                                                           | Reti                                                                   | Note                                                                   |
| ---------------------------------------------------------------------- | ---------------------------------------------------------------------- | ---------------------------------------------------------------------- | ---------------------------------------------------------------------- | ---------------------------------------------------------------------- | ---------------------------------------------------------------------- | ---------------------------------------------------------------------- | ---------------------------------------------------------------------- |
| 27-10-2021                                                             | East Rutherford                                                        | Messico                                                                | 2 – 3                                                                  | Ecuador                                                                | Amichevole                                                             | -                                                                      |                                                                        |
| 4-12-2021                                                              | Houston                                                                | El Salvador                                                            | 1 – 1                                                                  | Ecuador                                                                | Amichevole                                                             | 1                                                                      | 87’                                                                    |
| 27-1-2022                                                              | Quito                                                                  | Ecuador                                                                | 1 – 1                                                                  | Brasile                                                                | Qual. Mondiali 2022                                                    | -                                                                      | 85’                                                                    |
| 1-2-2022                                                               | Lima                                                                   | Perù                                                                   | 1 – 1                                                                  | Ecuador                                                                | Qual. Mondiali 2022                                                    | -                                                                      | 89’                                                                    |
| 24-3-2022                                                              | Ciudad del Este                                                        | Paraguay                                                               | 3 – 1                                                                  | Ecuador                                                                | Qual. Mondiali 2022                                                    | -                                                                      | 76’                                                                    |
| Totale                                                                 |                                                                        | Presenze                                                               | 5                                                                      |                                                                        | Reti                                                                   | 1                                                                      |                                                                        |